# Szirmai István
Szirmai István (Zilah, 1906. április 13. – Budapest, 1969. szeptember 29.) újságíró, baloldali politikai aktivista, 1929-től az illegális Román Kommunista Párt, 1940-től az illegális Kommunisták Magyarországi Pártja, 1944-től a Magyar Kommunista Párt, 1948-tól a Magyar Dolgozók Pártja, 1956-tól a Magyar Szocialista Munkáspárt tagja és vezető tisztségviselője, 1949–1953 között a Magyar Rádió elnöke, 1956-tól a Minisztertanács Tájékoztatási Hivatalának, 1957-től az MSZMP KB Agitációs és Propaganda Osztályának vezetője, a politikai agitációért, pártpropagandáért, a sajtó- és kultúra központosított ideológiai irányításáért egyszemélyben felelős vezető. Több ciklusban országgyűlési képviselő, 1959-től az MSZMP Központi Bizottságának titkára, 1962-től haláláig az MSZMP Politikai Bizottságának tagja.

## Élete

### Ifjúkora Erdélyben
1906-ban született Zilahon, az Osztrák–Magyar Monarchia idején. Édesapja Szirmai Károly újságíró polgári radikális nézeteket vallott. Édesanyja Lefkovics Erzsébet („Zsóka”) volt. Fiuk, István az elemi iskolát szülővárosában végezte, a nagykárolyi gimnáziumban érettségizett.
Szülőföldjét 1920-ban a Román Királysághoz csatolták. Érettségi után jogi tanulmányokat folytatott előbb a Párizsi Egyetemen, majd a Kolozsvári Tudományegyetemen. Egyetemi tanulmányai alatt kapcsolatba került a romániai kommunista mozgalommal, és részt vett az egyetemi baloldali diákszervezetek munkájában. Az egyetem befejezése után nem tette le az előírt szakvizsgákat, így oklevelet nem kaphatott, csak abszolutóriumot. Ügyvédi gyakorlatot nem folytathatott, ezért magántisztviselőként kezdhetett dolgozni.
Már 1929-ben belépett az 1921-ben alakult, és 1924-ben betiltott Román Kommunista Pártba (RKP). 1930-től tagja lett az illegális RKP erdélyi tartományi pártvezetőségének, emellett a kolozsvári pártvezetőségnek, majd Szamos kerület pártvezetőségének is. Több illegális beosztást és tisztséget töltött be. A Magyarországi Vörös Segély erdélyi titkárságát vezette. (A szervezet 1923-ban a Kommunista Internacionálé kezdeményezésére jött létre, a bebörtönzött és meggyilkolt kommunista aktivisták nélkülöző családtagjainak segélyezésére.)

### A második világháború éveiben
Az Észak-Erdély 1940-es visszacsatolása után megjelenő magyar kormányhatalom is üldözte a kommunista szervezkedést. Szirmai, ekkor már a Román Kommunista Párt országos vezetőségének tagja, felvette a kapcsolatot az anyaországban illegálisan működő Kommunisták Magyarországi Pártja (KMP) vezetőivel. Belépett a KMP-be, őt bízták meg az Észak-Erdélyi területi pártszervezet és az anyaországi KMP központ közötti illegális összeköttetés szervezésével.
A magyar politikai rendőrség a nyomára jutott, ezért Szirmai 1941-ben Kolozsvárról Budapestre menekült, hogy elkerülje a letartóztatást. (Más forrás szerint a pártszervezetek közötti összeköttetés javítása céljából maga költözött Budapestre.) 1942 őszétől tagja lett a KMP Központi Bizottságának, majd 1943 nyarán, a KMP teljes betiltásakor részt vett a pártszervezet felszámolásában, és az új, legális fedőszervezet, a Békepárt megszervezésében. Bekerült a Békepárt Központi Bizottságába, a párt titkárságán dolgozott.
1943. november 14-én a magyar katonai elhárítás Budapesten letartóztatta. Illegális szervezkedés és hűtlenség vádjával a Vezérkari Főnökség különbírósága elé állították és 1944. február 28-án 15 év fegyházbüntetésre ítélték. Az ország német megszállása után, 1944 nyarán egy sárospataki internálótáborba került, ahonnan 1944 október közepén – még a nyilas hatalomátvétel napjaiban – sikeresen megszökött. Ismeretlen helyen rejtőzködve várta ki a Szovjet Vörös Hadsereg bevonulását.

### A kommunista hatalomátvétel
Szirmai 1944 decemberében a szovjetek által megszállt Szegeden tűnt fel ismét, mint az 1910-ben alapított Délmagyarország c. regionális napilap szerkesztője. 1945 tavaszán részt vett a Magyar Kommunista Párt (MKP) megszervezésében, ő lett az új párt Dél-Magyarországi Területi Bizottságának titkárhelyettese, majd hamarosan a területi pártbizottság titkára (azaz vezetője). Ugyanekkor, 1945 márciusában a Délmagyarország felelős szerkesztőjévé nevezték ki. 1945 júliusára a lapot (amely addig koalíciós vezetésű volt) teljesen az MKP kezére juttatta, ekkor őt nevezték ki a lap főszerkesztőjévé. Aktívan dolgozott a magyarországi kommunista hatalomátvétel megvalósításáért.
Az 1945. november 4-i választáson a Kommunista Párt és a Magyar Függetlenségi Népfront jelöltjeként Szirmai bejutott az Országgyűlésbe, Békés megye képviselőjeként. (Képviselői helyét megőrizte az 1947. augusztus 31-i („kékcédulás”) és az 1949. május 15-i országgyűlési választáson is.)
1945 végétől Szirmai az MKP Központi Vezetőségének (MKP KV) póttagja lett, 1945 decemberétől az MKP KV Tömegszervezeti Osztályának vezetője lett, 1947 novemberében az MKP KV Ifjúsági, Nő-, Sportpolitikai Bizottságának titkára lett egy évre. Még 1947 szeptemberében az MKP Országos Szervező Bizottsága Titkárságának vezetőjévé nevezték ki. Az 1948. június 12-i pártegyesítő kongresszuson az új párt, a Magyar Dolgozók Pártja Központi Vezetőségének (MDP KV) póttagjává választották. A KMP-ben szerzett Szervező Bizottsági titkári tisztségét az új pártban is megtartotta. Aktív részese volt annak a politikai harcnak, amely a (volt) szociáldemokraták háttérbe szorításáért, a munkásegység kommunista irányítás alá helyezéséért folyt.

### A Rákosi-korszakban
1949 júniusában az MDP Országos Szervező Bizottsága Titkárságának vezetőségéből leváltották. Szeptemberben kinevezték a Magyar Rádió elnökévé.
A Rákosi által kreált „cionista-per” előkészítése során Szirmait 1953. január 28-án letartóztatta az ÁVH. Cionista szervezkedésben való részvétellel vádolták, személyét a Péter Gábor ellen indított hasonló perhez akarták kötni. Egy hónappal később, február 26-án minden tisztségéből leváltották, megvonták képviselői mandátumát, megszüntették az MDP Központi Vezetőségi póttagságát, kizárták pártól és leváltották a Magyar Rádió éléről is.
Sztálin halála (1953. március 5.) és az első Nagy Imre-kormány hivatalba lépése (1953. július 4.) nyomán a tervezett koncepciós per előkészületeit leállították. Az ÁVH Vizsgálati Osztálya megállapította a „bűncselekmény hiányát”. Szirmait 1953. november 18-án tárgyalás és ítélet nélkül szabadon engedték. 1954 elején az MDP helyreállította párttagságát, de tisztségeit nem. Az 1954-es év folyamán a Budapesti Zálogház Vállalatnál dolgozott, később a Begyűjtési Minisztériumban kapott állást.
1955 elején rehabilitálták. 1956 nyarán az MDP vezetése kinevezte az Esti Budapest című napilap főszerkesztőjévé. Az újság az MDP budapesti pártbizottsága és a Fővárosi Tanács közös irányítása alatt állt.

### A Kádár-rendszerben

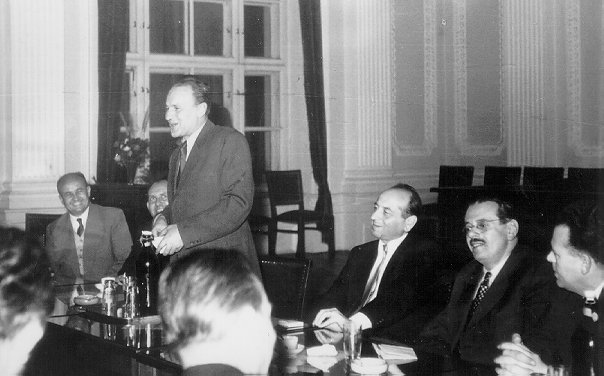
Kádár János látogatása a szegedi József Attila Tudományegyetemen, 1961-ben. Balra Komócsin Zoltán, a KISZ főtitkára, jobbról a második Szirmai István (szemüveggel).

Az 1956-os forradalom harcai alatt ismeretlen helyen tartózkodott. A forradalom leverése után csatlakozott a Kádár–Münnich csoporthoz. Tagja lett az MSZMP Ideiglenes Intéző Bizottságának, amelynek 1956. november 24-i ülésén decembertől kinevezték Magyar Forradalmi Munkás-Paraszt Kormány Tájékoztatási Hivatalának elnökévé. Az iroda vezetőjeként Szirmai irányítása alá vonta a teljes nyomtatott sajtót, a rádiót és a Magyar Távirati Irodát is. Az Esti Budapest 1956 novemberében megszűnt, helyére 1956. december 24-től új napilapot, az Esti Hírlapot indították el. Ennek főszerkesztője szintén Szirmai lett. A tájékoztatás központi irányításával az új kommunista hatalom konszolidálásán dolgozott. Tárgyalt a kompromisszumot kereső újságírói szervezetek küldötteivel, akik felkeresték parlamenti irodájában. Az újságírók az új napilapok politikai irányvonaláról próbáltak (sikertelenül) egyezségre jutni Szirmaival. Egy ilyen tárgyalásról Lendvai Pál számol be a forradalomról megemlékező könyvében.
Az MSZMP 1957. június 29-én tartott országos értekezletén Szirmait a párt Központi Bizottságának (MSZMP KB) rendes tagjává választották. KB-tagságát csaknem két évtizeden át, haláláig meg tudta tartani. 1957. július 21-én az MSZMP KB Agitációs és Propaganda („Agit-Prop”) osztályának vezetőjévé nevezték ki. 1958 januárjáig még ő irányította a kormány Tájékoztatási Hivatalát is. A KB Agit-Prop osztályát 1959. december 5-ig vezette.
Az 1958. november 16-i országgyűlési választáson ismét Csongrád megye képviselője lett (1967-ig).
1959. december 5-én, az MSZMP VII. kongresszusán a Politikai Bizottság póttagjává, és a Központi Bizottság titkárává választották. Közvetlen munkatársa lett Kádár János első titkárnak. A keményvonalas Kállai Gyula helyett őt tették az ideológiai és kulturális területet irányító KB-titkárrá. E minőségében személyesen felügyelte a KB Agit-Prop Osztályát, a Tudományos és Kulturális Osztályt, az MSZMP Párttörténeti Intézetét (a későbbi Politikatörténeti Intézet jogelődjét), valamint a Népszabadság napilap és a Társadalmi Szemle folyóirat szerkesztőségeit. Emellett két megyei pártbizottság (Csongrád és Bács-Kiskun) ideológiai irányítását végezte, végül ő irányította az MSZMP KB mellett működő Agitációs és Propaganda Bizottságot is. Elődjénél némileg engedékenyebb kultúrpolitikai koncepciós képviselt. Ügyesen egyensúlyozott a párt felső vezetésében ülő keményvonalas marxisták ideológiai dogmái és az óhatatlanul „beszivárgó” nyugati tömegkultúra között. A sajtóban, rádióban és a televízióban csak a párt ideológiájának még megfelelő, „puhított” információk megjelenését engedélyezte.
1962. november 24-én, az MSZMP VIII. kongresszusán a párt Politikai Bizottságának (MSZMP PB) rendes tagjává választották, e testületnek haláláig tagja maradt.
1966. december 3-án felmentették az MSZMP KB titkári tisztségből, de az Agit-Prop bizottság vezetését megtartotta. A Központi Bizottság ideológiáért felelős titkári posztját Aczél Györgynek adták. Az 1967. március 19-i országgyűlési választáson Szirmai Budapest 38. választókörzetének képviselője lett, és maradt haláláig.
1969 márciusában felmentették az MSZMP KB Agitációs és Propaganda Bizottságának elnöksége alól és nyugdíjazták, tekintettel megrendült egészségi állapotára. A Központi Bizottságnak és a Politikai Bizottságnak tagja maradt, de visszavonult az aktív politikai szerepléstől. 1969. szeptember 29-én Budapesten elhunyt.

## Főbb művei[4]
- Tömegszervezetek (Szikra Könyvkiadó, Budapest, 1946.)
- Tömegszervezés, tömegszervezetek (MKP Országos Oktatási Osztálya, Budapest, 1947)
- A német kérdés rendezése a béke ügyét szolgálja (Kossuth Kiadó, Budapest, 1961)
- Az SZKP 22. kongresszusának hatása ideológiai munkánkra (Kossuth Kiadó, Budapest, 1962)
- A kommunista eszmék győzelméért (Kossuth Kiadó, Budapest, 1963)
- A marxizmus-leninizmus eszmei offenzívája (Kossuth Kiadó, Budapest,1963)

## Emlékezete
- A Szeged-Tarjáni 2. sz. Általános Iskolát (Csongor tér 1.) a városi MSZMP bizottság kezdeményezésére 1975. október 11-én Szirmai István Általános Iskolának nevezték el. 1978. április 13-án az épület falára elhelyezték Szirmai másfélszeres életnagyságú domborműves emléktábláját, Fritz Mihály alkotását, melyet Kornidesz Mihály, az MSZMP KB tagja avatott fel. Az emléktáblát 1991-ben eltávolították, az intézmény új neve: Eötvös József Gimnázium.[13]
- A Budapest 11. kerületében található Nagyszőllős utca 1939 óta használatos nevét (két L-lel) a Fővárosi Tanács döntése alapján 1981-ben Szirmai István utcára változtatták. 1991-ben Nagyszőlős útra nevezték át.[14]

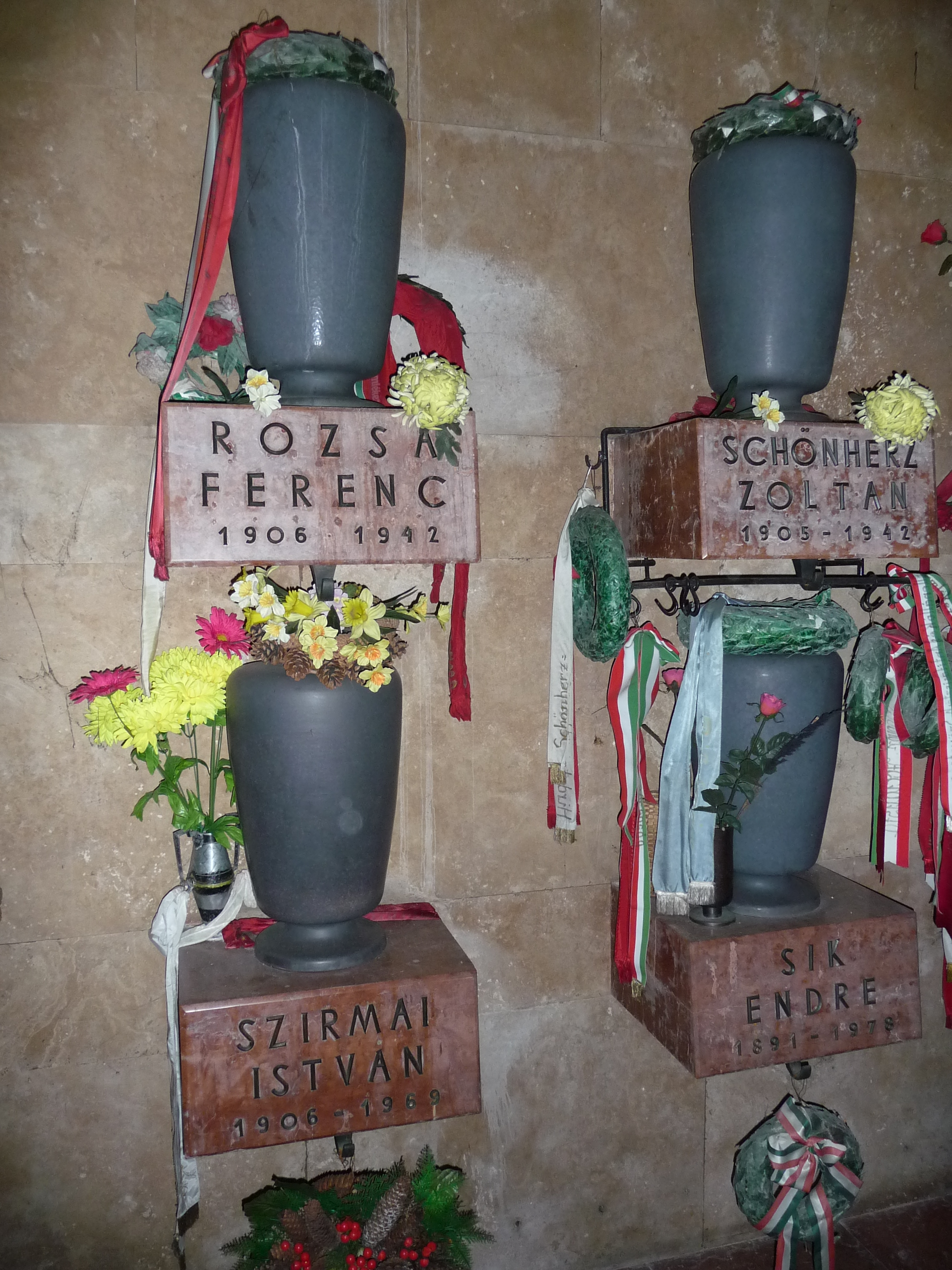
Urnája a Fiumei úti sírkert Munkásmozgalmi Panteonában, Földszinti terem, Alsó sor-8)

### Nekrológok
- (1969. október 1.) „Szirmai István halálára”. Népszabadság.
- Barcs Sándor. „Szirmai István”. Magyar Sajtó 1969 (10–11).
- Kornidesz Mihály. „Szirmai István emlékezete”. Tiszatáj 1978 (6).

### Szépirodalom
- Kolozsvári-Grandpierre Emil. Hullámtörők („életrajzi regény”). Budapest: Magvető Könyvkiadó (1978)